# Catocala walteri
Catocala walteri là một loài bướm đêm trong họ Erebidae.